# Curtitoma lawrenciana
Curtitoma lawrenciana é uma espécie de gastrópode do gênero Curtitoma, pertencente à família Mangeliidae.